# Шерпены
Шерпены (также Шерпень; рум. Șerpeni) — село в Новоаненском районе Молдавии. Относится к сёлам, не образующим коммуну.

## География
Село расположено на высоте 61 метров над уровнем моря, на реке Днестр.

## История
Во время Великой Отечественной войны в районе села на берегу Днестра находился стратегический плацдарм, сыгравший отвлекающую роль перед началом Ясско-Кишинёвской наступательной операции (20—29 августа 1944 года).

## Население
По данным переписи населения 2004 года, в селе Шерпень проживает 3585 человек (1792 мужчины, 1793 женщины).
Этнический состав села:
| Национальность | Число жителей | Процентный состав |
| -------------- | ------------- | ----------------- |
| молдаване      | 3544          | 98.86             |
| украинцы       | 14            | 0.39              |
| русские        | 10            | 0.28              |
| гагаузы        | 8             | 0.22              |
| румыны         | 6             | 0.17              |
| болгары        | 2             | 0.06              |
| прочие         | 1             | 0.03              |
| Всего          | 3585          | 100 %             |

## Достопримечательности
- Рядом с селом находится мемориальный комплекс «Шерпенский Плацдарм».